# Мичоаканский науатль
Мичоаканский науатль (Mexicano, Michoacan Aztec, Michoacán Nahuatl, Nahual de Michoacán, Pómaro Nahuatl) — изолированный язык науатль, на котором говорят в прибрежном поселении Маруата-Помаро Тихоокеанского побережья штата Мичоакан в Мексике. Это самый западная разновидность этого языка, хотя юто-астекская семья распространяется дальше на север, в центр, юг и восток. Язык насчитывает около 9000 говорящих, которые живут в основном в сельских общинах муниципалитетов Акила, Апацинган, Маруата и Помаро штата Мичоакан (Мичоакан-де-Окампо) с носителями языка пурепеча. Мичоаканский науатль является одним из диалектов науа, в которых присутствует сочетание tl, в мичоаканском обычно l. Например, слово «человек» носители центрального диалекта произносят как tlacatl, а носители мичоаканского говорят lacal.